# Jessica Fox
Jessica Fox (Marseille, 11 juni 1994) is een Australisch kanovaarster.
Jessica Fox is de dochter van Richard Fox en Myriam Fox-Jerusalmi. Beiden waren eveneens actief op de Olympische Spelen: Richard in 1992 (voor Groot-Brittannië) en Myriam in 1996 (voor Frankrijk). Myriam is tevens de coach van haar dochter.
In 2010 won Fox een bronzen medaille in de C1-klasse op het WK in Ljubljana. Later dat jaar nam ze deel aan de Olympische Jeugdzomerspelen. Op de K1 slalom behaalde ze de overwinning.
Fox nam drie keer deel aan de Olympische Spelen op het onderdeel K1 slalom en won zilver in 2012 en brons in 2016 en 2020. In 2020 won Fox olympisch goud in het debuterende onderdeel C1 slalom.

## Palmares

### C1
- 2010:  WK Ljubljana
- 2011: 8e WK Bratislava
- 2013:  WK Praag
- 2014:  WK Deep Creek Lake
- 2015:  WK Londen
- 2017: 6e WK Pau
- 2018:  WK Rio de Janeiro
- 2019:  WK La Seu d'Urgell
- 2020:  OS Tokio

### K1 Slalom
- 2010:  Olympische Jeugdzomerspelen Singapore
- 2010: 5e WK Ljubljana
- 2011: 19e WK Bratislava
- 2012:  OS Londen
- 2013: 18e WK Praag
- 2014:  WK Deep Creek Lake
- 2015: 4e WK Londen
- 2016:  OS Rio de Janeiro
- 2017:  WK Pau
- 2018:  WK Rio de Janeiro
- 2019:  WK La Seu d'Urgell
- 2020:  OS Tokio
- 2024:  OS Parijs

2020: Jessica Fox ·
2024: Jessica Fox
1972: Angelika Bahmann ·
1992: Elisabeth Micheler ·
1996: Štěpánka Hilgertová ·
2000: Štěpánka Hilgertová ·
2004: Elena Kaliská ·
2008: Elena Kaliská ·
2012: Émilie Fer ·
2016: Maialen Chourraut ·
2020: Ricarda Funk ·
2024: Jessica Fox